# Stefan Marini
Stefan Marini (23 giugno 1965) è un ex calciatore svizzero, di ruolo difensore.

## Carriera

### Nazionale
Ha collezionato diciannove presenze con la nazionale svizzera.

## Palmarès

### Giocatore

#### Competizioni nazionali
- Campionato svizzero: 1

Grasshoppers: 1988-1989
- Coppa Svizzera: 1

Lucerna: 1991-1992

#### Competizioni internazionali
- Coppa Piano Karl Rappan: 2

Lucerna: 1989, 1990